# إنوس توماس
إنوس توماس (بالإنجليزية: Enos Thomas)‏ هو لاعب كرة قدم أسترالية أسترالي، ولد في 28 أبريل 1892 في Ringwood, Victoria ‏ في أستراليا، وتوفي في 27 مارس 1974 في كيو ‏ في أستراليا.

## وصلات خارجية
- إنوس توماس على موقع AustralianFootball.com (الإنجليزية)
- إنوس توماس على موقع AFLtables.com (الإنجليزية)